# Microarrays
I Microarrays di DNA sono dei piccoli supporti solidi (generalmente un vetrino da microscopia di dimensioni 75x25x1mm, ma anche dei chip di silicio o delle sottili membrane di nylon) sui quali vengono immobilizzate, in posizioni fisse e note, migliaia di sequenze di DNA derivate da geni diversi (spotting). Le sequenze di DNA vengono depositate sul vetrino in piccolissime quantità, oppure sono sintetizzate direttamente "in situ". Il termine “to array” significa “disporre secondo un ordine”; in un Microarray le sequenze vengono attaccate al supporto secondo uno schema ordinato prefissato,in modo che sia possibile individuare quale sequenza genica è posizionata in ciascun punto. Le sequenze possono essere DNA, cDNA o oligonucleotidi sintetici (corte sequenze di DNA a singolo filamento,in genere formate da 10/50 nucleotidi). Il Microarray si basa sull’ibridazione molecolare fra sequenze nucleotidiche complementari. Quando due sequenze complementari si “riconoscono”, si formano legami idrogeno fra basi complementari. L’ibridazione avviene tra  una sequenza bersaglio immobilizzata sul supporto e una sequenza mobile, detta sonda,di mRNA, DNA o cDNA marcata con un fluorocromo. Un computer è in grado di misurare con precisione la quantità di sonda legata in ciascuna posizione del vetrino e generare un profilo di espressione genica per ogni tipo cellulare.
| Controllo di autorità | LCCN (EN) sh99000707 · GND (DE) 4544227-7 · J9U (EN, HE) 987007559036505171 |